# Dorien de Vries
Pour les articles homonymes, voir de Vries.
Dorien Berendina Lubertha de Vries, née le 7 décembre 1965 à Enschede (Pays-Bas), est une véliplanchiste néerlandaise.

## Biographie
Dorien de Vries remporte la médaille de bronze de l'épreuve féminine de Lechner A-390 aux Jeux olympiques d'été de 1992 à Barcelone. En 1996, elle termine dixième de l'épreuve olympique de Mistral One Design.